# 河野雅明
河野 雅明（こうの まさあき、1957年2月24日 - ）は、日本の実業家。オリエントコーポレーション代表取締役社長。

## 人物・経歴
広島県出身。広島大学附属高等学校を経て、1979年東京大学経済学部卒業、第一勧業銀行入行。2004年みずほ銀行秘書室長。2006年みずほコーポレート銀行執行役員営業第八部長。2008年みずほコーポレート銀行常務執行役員営業担当役員。2011年みずほフィナンシャルグループ常務取締役リスク管理グループ長兼人事グループ長兼コンプライアンス統括グループ長に昇格。
2012年みずほ銀行常務執行役企画グループ長、みずほコーポレート銀行常務執行役員企画グループ長、みずほ信託銀行常務執行役員企画・財務・主計グループ担当。2013年みずほフィナンシャルグループ同社西日本地区担当副社長執行役員、みずほ銀行取締役西日本地区担当副頭取、みずほコーポレート銀行西日本地区担当副頭取。2016年からオリエントコーポレーション代表取締役社長を務め、キャッシュレス社会化への対応を進めた。